# Rhampholeon spinosus
Rhampholeon spinosus е вид влечуго от семейство Хамелеонови (Chamaeleonidae). Видът е застрашен от изчезване.

## Разпространение
Разпространен е в Танзания.